# Benedikt Lögler
Benedikt Lögler (* 26. Januar 1790 in Schuttern; † 20. Februar 1820 in Augsburg) war ein deutscher Pfarrer, Autor und Dramatiker.

## Leben
Benedikt Lögler erhielt seine Gymnasialbildung im Kloster Schuttern und beendete die höheren Klassen in Offenburg (1802–1805). Danach trat er in das Kloster Schuttern ein, das aber aufgehoben wurde, bevor er seine Gelübde ablegen konnte. Lögler hörte dann in Freiburg philosophische, juristische und theologische Vorlesungen und entschied sich für die Theologie. Am 22. September 1812 als Alumnus des Seminars in Meersburg zum Priester geweiht, wirkte er als Vikar in Hüfingen, als Pfarrverweser in Deckingen-Ehingen und zuletzt als Primissar (Frühmessner) in Unzhurst am Oberrhein. Er starb am 20. Februar 1820 in Augsburg (als Sterbeort wird auch Unzhurst genannt).

## Werke
- Die Grafen von Hohengeroldseck oder Rache für Weibermord. Ein Gemälde der vaterländischen Vorzeit in 4 Aufzügen. Augsburg und Leipzig 1814
- Die Edelfrau von Bosenstein oder das Urtheil über sich selbst Ein Gemälde des 13 Jahrhunderts in 5 Aufzügen. Ebd. 1813
- Kaiser Heinrich der Vogler, Schauspiel in 1 Aufzug. Ebd. 1815
- Die Wallfahrt. Schauspiel in 3 Aufzügen. Ebd.
- Der Geist des Hohenkrähen Volkssage aus dem Hegau in 3 Aufzügen. Ebd.
- Thaliens Morgenstunden nebst dem Turnier zu Constanz. Ebd.
- Mehrere Beiträge in Johann Baptist Kolbs Badischem Lexikon, besonders über Schuttern und Umgebung
- Beiträge zum Stuttgarter Unterhaltungsblatt namentlich Gregorius Schlaghart, Gedichte, Charaden, Charaktere
- Als Manuskripte hinterließ er mehrere Kinderspiele, das Hl. Land und die Kreuzzüge, Gebetbuch für denkende Christen, ferne viele Gelegenheitsgedichte meist religiösen Inhalts